# Nero cane di leva/L'isola del tesoro
Nero cane di leva/L'isola del tesoro (strumentale) è un singolo pubblicato nel 1982, contenente per ciascuna facciata un brano eseguito da un diverso artista. In questo caso si tratta de I Cavalieri del Re per il lato A, mentre il lato B contiene la versione orchestrale di una canzone altrimenti eseguita da Lino Toffolo (il cui nome perciò non figura qui nei crediti).

## Lato A
Nero, cane di leva scritta da Riccardo Zara, è stata registrata da I Cavalieri del Re come sigla dell'anime Avventure, disavventure e amori di Nero, cane di leva.
Olimpio Petrossi, all'epoca responsabile alla RCA per le sigle televisive, scartò una prima versione incisa del brano, con il titolo Nero soldato, perché conteneva effetti sonori "forti" quali rumori di spari e latrati di cani, giudicati troppo violenti (così come il testo originario) per una sigla per bambini, quindi chiese a Zara di riadattarne parole e arrangiamento.
All'interno del cartone animato serviva inoltre una canzone che doppiasse una marcetta che Nero, il protagonista, cantava nella prima puntata; così venne scritta per la serie anche la canzone Nero cucciolo ma, consegnata in ritardo a doppiaggio ultimato, non fu più inserita.

## Lato B
L'isola del tesoro, in origine sigla dell'anime omonimo nella versione cantata, compare in questo singolo nella sola versione strumentale. 
Tale registrazione era già stata edita poco tempo prima come retro del singolo L'isola del tesoro, dove il brano, sigla ufficiale del cartone allora appena uscito in Italia, era eseguito da Lino Toffolo con Fabiana Cantini.
Il testo originale è di Stefano Jurgens, con musica di Massimo Cantini (in arte Argante) e arrangiamento di Aldo Tamborrelli.